# トルジェメシナー・ヴェ・スレスク - オソブラハ線
トルジェメシナー・ヴェ・スレスク～オソブラハ線（チェコ語: Železniční trať Třemešná ve Slezsku – Osoblaha）は、チェコ国鉄の鉄道線の名称である。路線番号は319。
1898年、帝立王立国有鉄道によって開業した。なお、2024年度以前の路線番号は298であった。

## 運行形態
一日あたり、平日4往復、土曜日4往復、休日3往復の運行。早朝のオソブラハ行1本を除き、318号線のクルノフ方面と接続する。これらの他、夏季の土曜・休日には、旧型客車が1往復運行される。
2020年以前は、平日が一日5往復（夏季4往復）の運行であった。

## 駅一覧
以下では、チェコ国鉄319号線の駅と営業キロ、停車列車、接続路線などを一覧表で示す。なお、全て各駅停車である。
| 路線名 | 駅名                               | 駅間営業キロ | 累計営業キロ | 接続路線                                  | 所在地                 | 所在地         |
| ------ | ---------------------------------- | ------------ | ------------ | ----------------------------------------- | ---------------------- | -------------- |
| 319    | トルジェメシナー・ヴェ・スレスク駅 | -            | 0.0          | 318号線（クルノフ方面、イェセニーク方面） | モラヴィア・スレスコ州 | ブルンタール郡 |
| 319    | リプタニ駅                         | 4.5          | 4.5          |                                           | モラヴィア・スレスコ州 | ブルンタール郡 |
| 319    | ヂーヴチー・フラド駅               | 3.1          | 7.6          |                                           | モラヴィア・スレスコ州 | ブルンタール郡 |
| 319    | ホルニー・ポヴェリツェ駅           | 1.1          | 8.7          |                                           | モラヴィア・スレスコ州 | ブルンタール郡 |
| 319    | アマリーン駅                       | 1.6          | 10.3         |                                           | モラヴィア・スレスコ州 | ブルンタール郡 |
| 319    | スレスケー・ルドルチツェ駅         | 1.5          | 11.8         |                                           | モラヴィア・スレスコ州 | ブルンタール郡 |
| 319    | コベルノ駅                         | 2.7          | 14.5         |                                           | モラヴィア・スレスコ州 | ブルンタール郡 |
| 319    | ボフショフ駅                       | 2.3          | 16.8         |                                           | モラヴィア・スレスコ州 | ブルンタール郡 |
| 319    | オソブラハ駅                       | 3.4          | 20.2         |                                           | モラヴィア・スレスコ州 | ブルンタール郡 |